# 橋立 (防護巡洋艦)
橋立(はしだて)は、日本海軍の海防艦、または防護巡洋艦。
1898年に二等巡洋艦に類別、1922年に二等海防艦へ類別が変更された。
艦名は名所の名前で天橋立による。
艦名は砲艦「橋立」に受け継がれ、
海上自衛隊でも特務艇「はしだて」として受け継がれている。

## 概要
建造にいたる経緯については、「松島」を参照。「三景艦」のうち、唯一の国産艦である。これは何としても主要艦艇の国産化を目指したい海軍の強い意向であったが、当時の日本の技術力ではまだ背伸びをしている感があった。結果として、建造期間が他2隻よりも長く、竣工したのが日清戦争開戦直前であった。一説には、この橋立の竣工を待って開戦に踏み切ったとも言われる。
日清戦争では松島、厳島とともに奮戦して清国北洋艦隊を撃破し、日露戦争では、松島、厳島、日本海軍船籍になっていた「鎮遠」の3隻と組んだ第三艦隊第五戦隊の旗艦をつとめた。

## 艦型
主砲の32cm(38口径)単装砲は前部甲板に据え付けられ、「厳島」と艦形が似ているが、副砲以下の装備に若干相違がある。
修理用の艦内工場を設けた。
1902年(明治35年)月にボイラーを全て宮原式水管缶に変更した。

## 艦歴

### 建造
1887年(明治20年) 
6月6日に横須賀造船所で建造される第三海防艦を橋立と命名 (但し命名式までは仮称) する事が令達された。
10月10日、普第4962号をもって製造着手の旨が横須賀造船所に令達された。
1888年(明治21年)8月6日起工。
1891年(明治24年)3月24日進水。
1894年(明治27年)6月26日竣工。
第一種に編入された。

### 日清戦争
8月1日 日清戦争開戦、連合艦隊本隊所属。
9月17日 黄海海戦に参加。戦闘中、敵弾の命中により砲術長の瀬之口覚四郎大尉が戦死している。
大連、旅順、澎湖島攻略作戦などに参加。
1895年(明治28年)2月 威海衛攻撃終了、清国降伏。

### 1898年
1898年(明治31年)3月21日、二等巡洋艦に類別された。

### 遠洋航海
1901年(明治34年)
2月から8月、少尉候補生の東南アジア、清方面の遠洋航海に従事した。

### 1901年 - 1902年
横須賀造船廠でボイラーを円缶からベルビール缶に換装した。

### 遠洋航海
1903年(明治36年)、
少尉候補生の遠洋航海に従事した。

### 日露戦争
1904年(明治37年)2月10日 日露戦争開戦、第三艦隊第五戦隊旗艦。
旅順攻略作戦、黄海海戦に参加。
1905年(明治38年)5月27 - 28日 日本海海戦。
樺太攻略作戦などに参加。

### 1906年 - 1908年
1906年(明治39年)10月まで、大修理(大改造)を施行した。
明治39年度、明治40年度、明治41年度の少尉候補生の遠洋航海に従事した。

### 1912年
1912年(大正元年)8月28日 二等海防艦に類別が変更された。

### 1922年
1922年(大正11年)
4月1日軍艦籍から除かれ(除籍)、
雑役船に編入、練習船に指定、横須賀海兵団で使用された。

### その後
1925年(大正14年)
11月30日、修理の価値無しとして廃船の上申が出され、
12月25日に認許、
廃船とされた。
1926年(大正15年)5月1日、船体は170,000円で売却され、
横須賀で解体された。

## 艦長
※『日本海軍史』第9巻・第10巻の「将官履歴」及び『官報』に基づく。階級は就任時のもの。
- 日高壮之丞 大佐：1894年6月23日 - 1895年5月18日
- 有栖川宮威仁親王 大佐：1895年5月18日 - 1895年7月25日
- 有馬新一 大佐：1895年7月25日 - 1895年12月27日
- 片岡七郎 大佐：1895年12月27日 - 1896年11月5日
- 上村正之丞 大佐：1897年6月1日 - 1898年9月1日
- 小倉鋲一郎 大佐：1898年9月1日 - 1899年5月1日
- 桜井規矩之左右 大佐：1899年5月1日 - 1899年5月24日
- 梨羽時起 大佐：1899年5月24日 - 1900年5月20日
- 宮岡直記 大佐：1900年11月6日 - 1901年8月30日
- 井手麟六 大佐：1902年10月6日 - 1903年9月11日
- 加藤定吉 大佐：1903年10月12日 - 1905年1月7日
- 福井正義 大佐：1905年1月7日 - 1905年11月21日
- 石橋甫 大佐：1905年11月21日 - 1906年8月30日
- 山縣文蔵 大佐：1906年8月30日 - 1907年8月5日
- 西山実親 大佐：1907年8月5日 - 1908年8月28日
- 山口九十郎 大佐：1908年9月25日 - 1908年12月10日
- (兼)今井兼胤 大佐：1908年12月10日 - 1908年12月23日
- 今井兼胤 大佐：1908年12月23日 - 1909年12月1日
- 秋山真之 大佐：1909年12月1日 - 1910年4月9日
- 町田駒次郎 大佐：1910年4月9日 - 1910年12月1日
- 舟越楫四郎 大佐：1910年12月1日 - 1911年12月1日
- 布目満造 大佐：1911年12月1日 - 1912年12月1日
- 吉岡範策 大佐：1912年12月1日 - 1914年8月23日
- 正木義太 大佐：1914年12月1日 - 1915年2月22日
- (心得)犬塚助次郎 中佐：1915年2月22日 - 1915年9月13日
- (心得)大石正吉 中佐：1915年9月13日 - 1916年4月1日
- 大石正吉 大佐：1916年4月1日 - 1916年4月4日
- (兼)岡田三善 大佐：1916年4月4日 - 1918年12月1日
- (兼)村上鋠吉 大佐：1918年12月1日 - 1919年11月20日
- (兼)増田幸一 大佐：1919年11月20日 - 1920年11月12日
- 樺山信之 中佐：1920年11月12日[29] - 1921年9月17日[30]
- 吉富新八 大佐：1921年9月17日[30] -

## ギャラリー

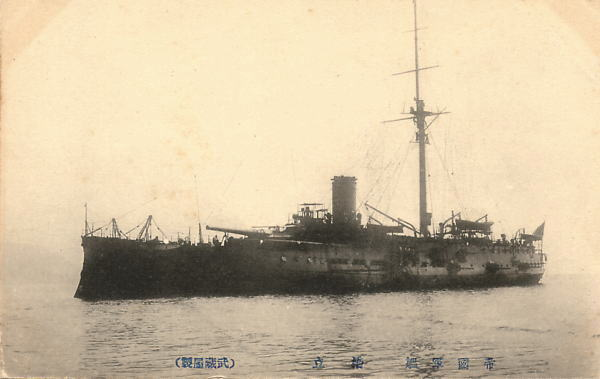
絵はがき
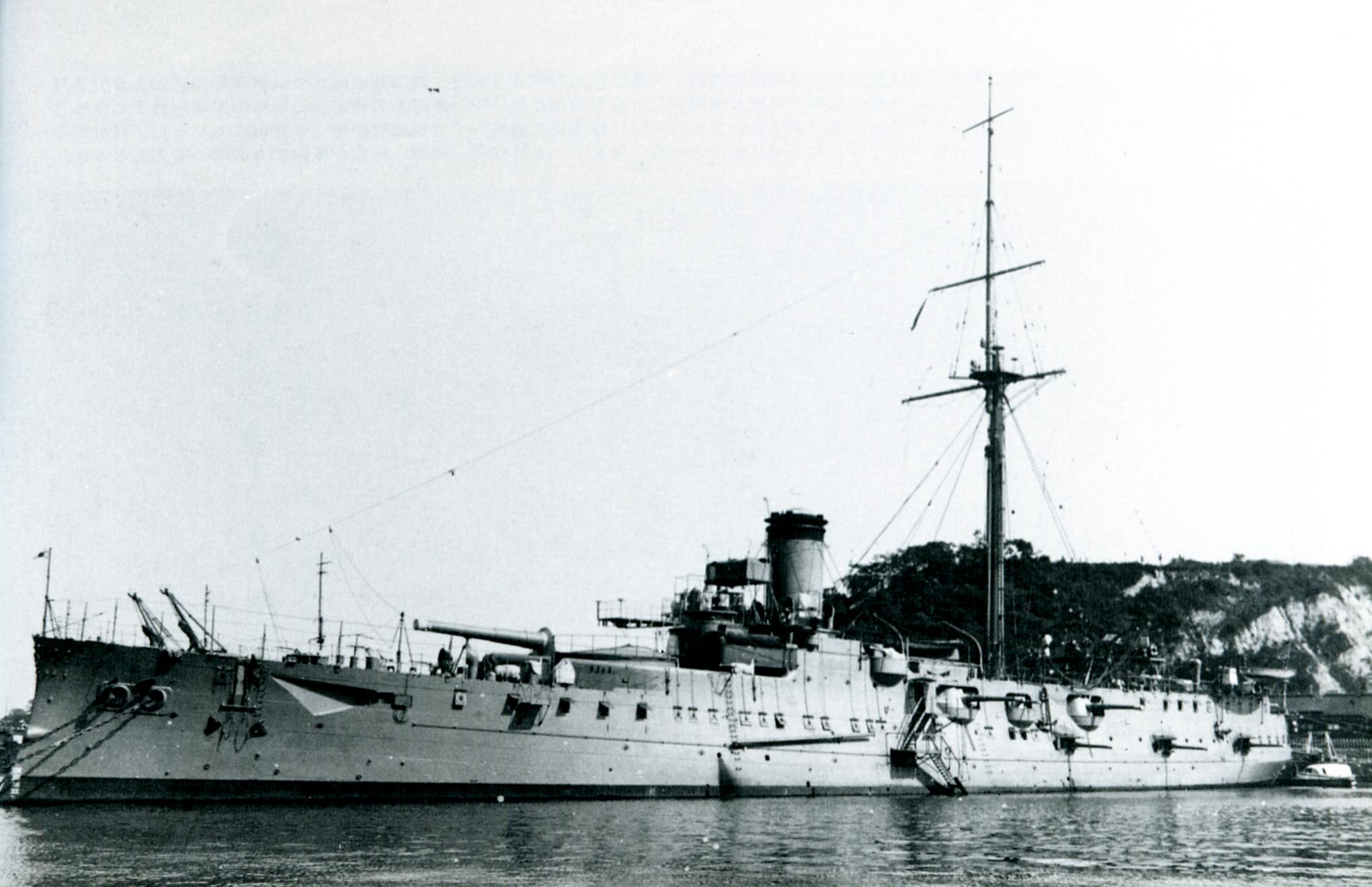
明治40年頃、横須賀軍港の橋立